# Сонданс Олександр
Олекса́ндр Сонда́нс (нар. 7 червня 1882, Одеса  — пом. ?) — військовик, прапорщик.

## Життєпис

### Родина
Народився в православній сім’ї іноземного підданого.

### Освіта
Навчатися почав в Одеському Рішельєвському ліцеї. Отримавши в ньому свідоцтво про закінчення 7 класів, 1905 року як стороння особа допущений до складання іспиту зрілості у чоловічій гімназії міста Златопіль  та отримує атестат за № 865.

### Військова діяльність
27 лютого 1916 року затверджується надання 20 травня 1915 року головним начальником Одеського військового округу звання прапорщика 42-го піхотного запасного батальйону.
Як прапорщик 55-го піхотного Подільського полку відзначається відмінно-ретельною службою та особливою працею, викликаною обставинами поточної війни, за що отримує державну нагороду.

## Нагороди
- Орден Святого Станіслава 3 ступеня (25 грудня 1916, за період з 30 липня 1915 року) [4].

## Зазначення
1. 1 2  Державний архів Кіровоградської області. Список учнів і сторонніх осіб, які бажають скласти іспит зрілості в 1905 році. Ф. 499 опис 1 справа 611 С. 179зв. [Архівовано 30 листопада 2016 у Wayback Machine.](рос.)
2. ↑  Державний архів Кіровоградської області. Список учнів і сторонніх осіб, які витримали іспит зрілості в 1905 році. Ф. 499 опис 1 справа 582 С. 3 [Архівовано 30 листопада 2016 у Wayback Machine.](рос.)
3. ↑  Высочайшие приказы о чинах военных. 1916 г., февраль. Санкт-Петербург. 1916. С. 994 [Архівовано 23 березня 2017 у Wayback Machine.](рос. дореф.)
4. 1 2  Высочайшие приказы о чинах военных. 1916 г., 1 декабря - 31 декабря. Санкт-Петербург. 1916. С. 1438 [Архівовано 30 червня 2017 у Wayback Machine.](рос. дореф.)